# Zecchino d'Oro 2023
Il sessantaseiesimo Zecchino d'Oro si è svolto a Bologna dal 1º al 3 dicembre 2023.
L'edizione è stata condotta nelle due puntate pomeridiane da Carolina Benvenga e Andrea Dianetti e per la puntata finale da Carlo Conti, che detiene la direzione artistica per la settima volta consecutiva.
Dopo 9 anni la sigla Lo Zecchino siamo noi viene incisa nel CD dell'edizione.

## Brani in gara
- Ballano (Testo: Carmine Spera, Antonio Buldini/Musica: Carmine Spera, Antonio Buldini) – Matilda Gusmano (9 anni)
- Ci ci ci co co (Testo: Michele Paulicelli, Marco Iardella/Musica: Michele Paulicelli, Marco Iardella) – Martina Vecchione (9 anni)
- Ci pensa mamma (Testo: Gerardo Pulli, Piero Romitelli, Edoardo Castroni, Edoardo Ruzzi/Musica: Gerardo Pulli, Piero Romitelli, Edoardo Castroni, Edoardo Ruzzi) – Greta Gabriella Maggio  (9 anni)  (2º posto)
- Ci vorrebbe un ventaglio (Testo: Emilio Di Stefano/Musica: Gianluca Buresta, Giorgio Iommi) – Aurora Esposito  (9 anni)
- Ciao Europa (Testo: Lodovico Saccol, Arcangelo Crovella/Musica: Lodovico Saccol) –  Eliza Kapllanaj (8 anni),  Dariya Todorova Stoyanova (Дарья Тодорова Стоянова, 10 anni),  Alexandros Tzanavaras (Αλέξανδρος Τζαναβάρας, 6 anni) (3º posto)
- Dita nel naso (Testo: Enrico Rosteni, Pierpaolo Guerrini/Musica: Matteo Bocelli, Pierpaolo Guerrini) – Viola Marie Ledda (8 anni)
- I numeri (Testo: Katia Astarita/Musica: Maurizio Fabrizio) – Delia Traclò (10 anni)
- La casa stregata (Testo: Mario Gardini/Musica: Valerio Baggio) – Gaia Colella (5 anni) e Claudia Fiorito (9 anni)  (2º posto)
- La frutta e la verdura (Testo: Giulia Mutti/Musica: Giulia Mutti, Paolo Vallesi) – Ginevra Iannì (6 anni)
- Mister Spazzolino (Testo: Valentina Ambrosio/Musica: Valentina Ambrosio) – Valentina Maria Basile (9 anni)
- Non ci cascheremo mai (Testo: Francesco Gazzè, Francesco De Benedittis/Musica: Max Gazzè, Francesco De Benedittis) – Salvatore Flamini (9 anni)  (1º posto)
- Puz puz puzzola (Testo: Lorenzo Baglioni, Michele Baglioni/Musica: Lorenzo Baglioni, Michele Baglioni) – Céline Dunoyer (5 anni)  (2º posto)
- Rosso (Testo: Loredana Bertè/Musica: Franco Fasano) – Michael Perris (9 anni)
- Zitto e mosca! (Testo: Flavio Careddu, Irene Menna/Musica: Giuseppe De Rosa) – Edoardo Barchiesi (10 anni)

## Programma

### Venerdì 1° dicembre 2023
- Ascolto delle prime 7 canzoni in gara, con votazione di due giurie, una composta da 20 bambini, una di tre ospiti speciali: Lino Banfi, Elettra Lamborghini e Gabriele Cirilli.
- Ascolto ridotto delle altre 7 canzoni in gara tramite highlights.
- I conduttori si esibiscono in alcune sfide.
- Carolina Benvenga si esibisce in Pigiama party, per promuovere il film omonimo in uscita il 7 febbraio.
- Il Grande Mago si esibisce in alcuni giochi di magia.

| Ordine d'uscita | Canzone                | Interprete                     | Punteggio della giuria | Punteggio della giuria dei grandi | Punteggio della giuria dei grandi | Punteggio della giuria dei grandi | Punteggio totale | Posizione |
| Ordine d'uscita | Canzone                | Interprete                     | Punteggio della giuria | Lino Banfi                        | Elettra Lamborghini               | Gabriele Cirilli                  | Punteggio totale | Posizione |
| --------------- | ---------------------- | ------------------------------ | ---------------------- | --------------------------------- | --------------------------------- | --------------------------------- | ---------------- | --------- |
| 1               | Ci pensa mamma         | Greta Gabriella Maggio         | 183                    | 9                                 | 9                                 | 10                                | 211              | 2         |
| 2               | Zitto e mosca!         | Edoardo Barchiesi              | 178                    | 10                                | 9                                 | 10                                | 207              | 4         |
| 3               | Ci ci ci co co         | Martina Vecchione              | 179                    | 10                                | 10                                | 10                                | 209              | 3         |
| 4               | Dita nel naso          | Viola Marie Ledda              | 181                    | 9                                 | 9                                 | 10                                | 209              | 3         |
| 5               | La frutta e la verdura | Ginevra Iannì                  | 165                    | 9                                 | 9                                 | 10                                | 193              | 5         |
| 6               | La casa stregata       | Gaia Colella e Claudia Fiorito | 181                    | 10                                | 10                                | 10                                | 211              | 2         |
| 7               | Non ci cascheremo mai  | Salvatore Flamini              | 189                    | 10                                | 10                                | 10                                | 219              | 1         |

### Sabato 2 dicembre 2023
- Ascolto delle altre 7 canzoni in gara, con votazione di due giurie, una composta da 20 bambini, una di tre ospiti speciali: Flora Canto, Francesco Paolantoni ed Elettra Lamborghini.
- Ascolto ridotto delle altre 7 canzoni in gara tramite highlights.
- I conduttori si esibiscono in alcune sfide.
- Carolina Benvenga e Andrea Dianetti si esibiscono con alcune canzoni dai Classici Disney: La bella e la bestia dall'omonimo film d'animazione del 1991, Il mondo è mio da Aladdin e Supercalifragilistichespiralidoso da Mary Poppins.
- Viene presentato lo Zecchino d'Oro Show.
- Il Grande Mago si esibisce in alcuni giochi di magia.

| Ordine d'uscita | Canzone                  | Interprete                                                         | Punteggio della giuria | Punteggio della giuria dei grandi | Punteggio della giuria dei grandi | Punteggio della giuria dei grandi | Punteggio totale | Posizione |
| Ordine d'uscita | Canzone                  | Interprete                                                         | Punteggio della giuria | Flora Canto                       | Francesco Paolantoni              | Elettra Lamborghini               | Punteggio totale | Posizione |
| --------------- | ------------------------ | ------------------------------------------------------------------ | ---------------------- | --------------------------------- | --------------------------------- | --------------------------------- | ---------------- | --------- |
| 1               | Ballano                  | Matilda Gusmano                                                    | 182                    | 10                                | 9                                 | 10                                | 211              | 4         |
| 2               | Ci vorrebbe un ventaglio | Aurora Esposito                                                    | 186                    | 9                                 | 10                                | 10                                | 215              | 2         |
| 3               | Mister Spazzolino        | Valentina Maria Basile                                             | 176                    | 9                                 | 8                                 | 10                                | 203              | 5         |
| 4               | Rosso                    | Michael Perris                                                     | 174                    | 10                                | 10                                | 9                                 | 203              | 5         |
| 5               | I numeri                 | Delia Traclò                                                       | 171                    | 10                                | 10                                | 10                                | 201              | 6         |
| 6               | Puz puz puzzola          | Céline Dunoyer                                                     | 184                    | 10                                | 10                                | 10                                | 214              | 3         |
| 7               | Ciao Europa              | Eliza Kapllanaj, Dariya Todorova Stoyanova e Alexandros Tzanavaras | 191                    | 10                                | 10                                | 10                                | 221              | 1         |

### Domenica 3 dicembre 2023
- Ascolto delle 14 canzoni in gara, con votazione di due giurie, una composta da 20 bambini, una di quattro ospiti speciali: Diletta Leotta, Paolo Conticini, Rocío Muñoz Morales ed Elisabetta Ferracini. Il voto della giuria dei grandi è segreto.
- Traduzione in lis delle canzoni da parte di 10 bambini dell'Istituto Magarotto di Roma sordi e udenti.
- Ninna e Matti presentano Ricreazionologia, canzone tratta dal loro musical.
- Carolina Benvenga presenta il suo spettacolo Un Natale favoloso a teatro, esibendosi in un medley natalizio (Jingle Bells, Elfi, We wish you a Merry Christmas).
- Il Grande Mago si esibisce in alcuni giochi di magia.
- I Buffycats si esibiscono in Il singhiozzo.
- Proclamazione della canzone vincitrice del 66º Zecchino d'Oro.

| Ordine d'uscita | Canzone                  | Interprete                                                         | Punteggio della giuria | Punteggio delle giurie della Galassia | Punteggio del Piccolo Coro | Punteggio totale parziale | Somma di tutti i punteggi totali (parziale) | Classifica finale |
| --------------- | ------------------------ | ------------------------------------------------------------------ | ---------------------- | ------------------------------------- | -------------------------- | ------------------------- | ------------------------------------------- | ----------------- |
| 1               | Puz puz puzzola          | Céline Dunoyer                                                     | 186                    | 9                                     | 8                          | 203                       | 417                                         | 3                 |
| 2               | Dita nel naso            | Viola Marie Ledda                                                  | 170                    | 7                                     | 7                          | 184                       | 393                                         | 9/10              |
| 3               | Mister Spazzolino        | Valentina Maria Basile                                             | 164                    | 8                                     | 9                          | 181                       | 384                                         | 12                |
| 4               | La frutta e la verdura   | Ginevra Iannì                                                      | 163                    | 8                                     | 8                          | 179                       | 372                                         | 14                |
| 5               | Non ci cascheremo mai    | Salvatore Flamini                                                  | 188                    | 8                                     | 10                         | 206                       | 425                                         | 1                 |
| 6               | Ci ci ci co co           | Martina Vecchione                                                  | 178                    | 8                                     | 8                          | 194                       | 403                                         | 6/7               |
| 7               | Rosso                    | Michael Perris                                                     | 161                    | 7                                     | 8                          | 176                       | 379                                         | 13                |
| 8               | Zitto e mosca!           | Edoardo Barchiesi                                                  | 178                    | 9                                     | 9                          | 196                       | 403                                         | 6/7               |
| 9               | La casa stregata         | Gaia Colella e Claudia Fiorito                                     | 184                    | 10                                    | 10                         | 204                       | 415                                         | 5                 |
| 10              | Ci pensa mamma           | Greta Gabriella Maggio                                             | 188                    | 9                                     | 10                         | 207                       | 418                                         | 2                 |
| 11              | Ciao Europa              | Eliza Kapllanaj, Dariya Todorova Stoyanova e Alexandros Tzanavaras | 177                    | 9                                     | 9                          | 195                       | 416                                         | 4                 |
| 12              | I numeri                 | Delia Traclò                                                       | 172                    | 7                                     | 8                          | 187                       | 388                                         | 11                |
| 13              | Ci vorrebbe un ventaglio | Aurora Esposito                                                    | 166                    | 8                                     | 8                          | 182                       | 397                                         | 8                 |
| 14              | Ballano                  | Matilda Gusmano                                                    | 166                    | 8                                     | 8                          | 182                       | 393                                         | 9/10              |

## Ascolti
| Puntata    | Messa in onda    | Telespettatori | Share  |
| ---------- | ---------------- | -------------- | ------ |
| 1          | 1º dicembre 2023 | 1 700 000      | 15,00% |
| 2          | 2 dicembre 2023  | 1 474 000      | 12,30% |
| 3 - Finale | 3 dicembre 2023  | 2 509 000      | 17,10% |
| Media      | Media            | 1 894 000      | 14,80% |

## Curiosità
- Céline Dunoyer è la prima rappresentante della Valle d'Aosta in assoluto nella storia del concorso.
- Ciao Europa è una canzone italiana interpretata da tre bambini stranieri, provenienti da Albania, Bulgaria e Grecia.
- Valentina Ambrosio, l'autrice di Mister Spazzolino, aveva partecipato come interprete allo Zecchino d'Oro 1983, cantando ...E dopo dormirò.
- Max Gazzè è l'ottavo grande nome della musica italiana vincitore dello Zecchino d'Oro, dopo Mino Reitano, Pupo, Mario Lavezzi, Edoardo Bennato, Simone Cristicchi, Marco Masini e Virginio.
- In questa edizione, fra gli autori ci sono anche Lorenzo Baglioni, Paolo Vallesi, Loredana Bertè, Matteo Bocelli (figlio di Andrea Bocelli) e Piero Romitelli.
- I numeri ha lo stesso titolo di un brano in gara nel 1964.